# Весела Долина (Синівська сільська громада)
Весела́ Доли́на — село в Україні, у Роменському районі Сумської області. Населення становить 25 осіб. Входить до складу Синівської сільської громади.
Після ліквідації Липоводолинського району 19 липня 2020 року село увійшло до Роменського району.

## Географія
Село Весела Долина розташована на березі річки Лозова, яка через 1 км впадає у річку Грунь, вище за течією примикає село Тарасенки, нижче за течією на відстані 1 км розташоване село Велика Лука.

## Назва
Також село ще називали Вільшана.Тому,що річка,яка протікає через село - це Вільшанка,а не Лозова. Вільшанка витікає  із ставка в селі Тарасенки,впадаючи в нього зі сторони Олександрівки Лебединського району.. А Лозова бере початок біля села Потопиха.

## Історія
- Село постраждало внаслідок геноциду українського народу, проведеного урядом СРСР 1923-1933 та 1946-1947 роках.
- До 2018 року орган місцевого самоврядування — Подільківська сільська рада.

## Економіка
- Відсутня